# Curva

Uma espiral, um exemplo simples de curva.

Em matemática, uma curva ou linha curva é, em termos gerais, um objeto semelhante a uma linha reta, mas que não é obrigatoriamente retilíneo. Tecnicamente, uma curva é o lugar geométrico ou trajetória seguida por um ponto que se move de acordo com uma ou mais leis especificadas, neste caso, as leis comporão uma condição necessária e suficiente para a existência do objeto definido. Frequentemente há maior interesse nas curvas em um espaço euclidiano de duas dimensões (curvas planas) ou três dimensões (curvas espaciais).
Em tópicos diferentes dentro da matemática o termo possui significados distintos dependendo da área de estudo, então o sentido exato depende do contexto. Um exemplo simples de uma curva é a espiral, mostrada a direita. Um grande número de outras curvas já foi bem estudado em diversos campos da matemática.
O termo curva também tem vários significados na linguagem não matemática. Por exemplo, ele pode ser quase um sinônimo de função matemática (como em curva de aprendizado), ou gráfico de uma função (como em curva de Phillips)
Se o intervalo for fechado e as imagens dos pontos inicial e final coincidirem a curva diz-se fechada.
Se a função for injectiva (exceptuando a possibilidade de a curva ser fechada), a curva diz-se simples.
A curva pode ainda ser adjectivada com as propriedades adicionais que tenha a função. Por exemplo, se a função for diferenciável, a curva diz-se diferenciável, etc.

## Topologia

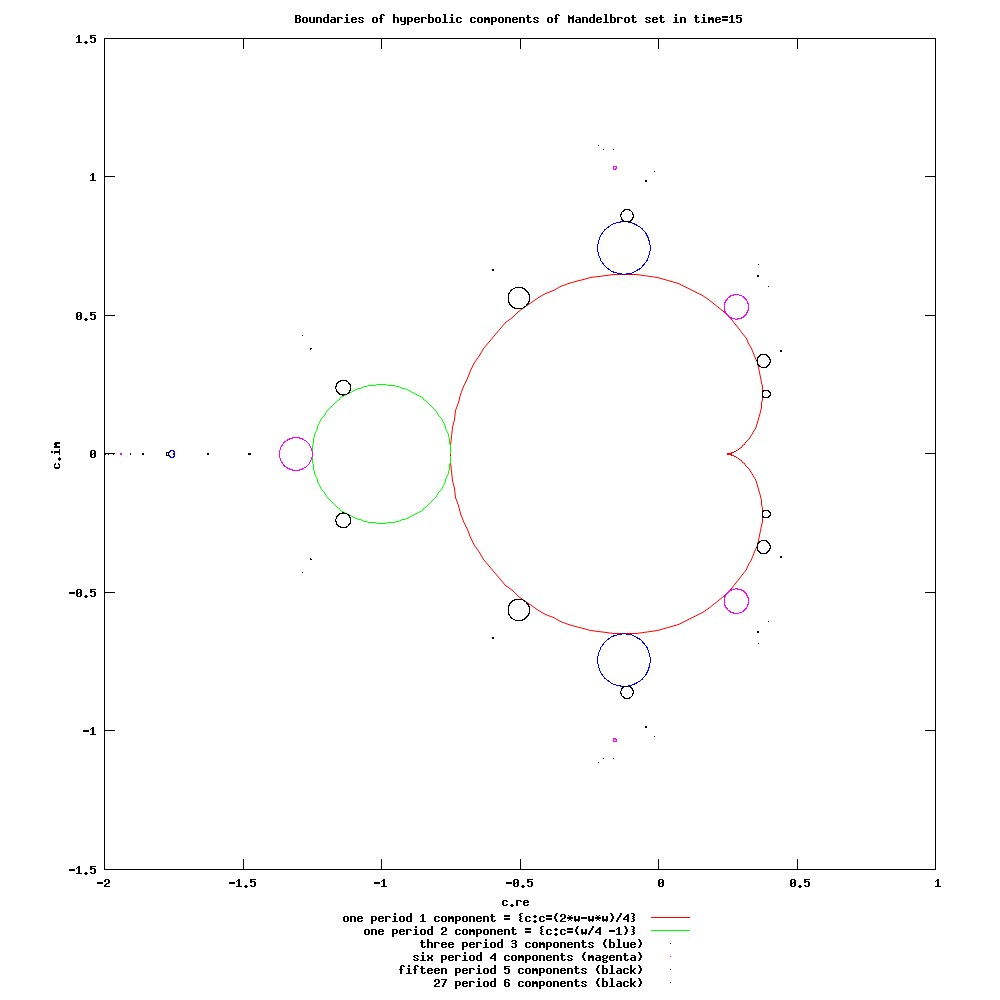
Fronteiras das componentes hiperbólicas do conjunto de Mandelbrot como curvas fechadas

Em topologia, uma curva é uma aplicação contínua cujo domínio é um intervalo. Mais precisamente, Seja {\displaystyle I} um intervalo de números reais (isto é, um conexo subconjunto não vazio de {\displaystyle \mathbb {R} }). Então uma curva {\displaystyle \gamma } é uma função contínua {\displaystyle \gamma :I\rightarrow X}, em que {\displaystyle X} é um espaço topológico. Por vezes também se chama curva à imagem dessa aplicação.
- A curva {\displaystyle \gamma } é dita ser simples, ou uma curva de Jordan, se ela é injetiva, ou seja, se para todo {\displaystyle x}, {\displaystyle y} em {\displaystyle I}, tem-se {\displaystyle \gamma (x)=\gamma (y)\implies x=y}. Se {\displaystyle I} é um intervalo fechado {\displaystyle [a,b]}, também é permitida a possibilidade de que {\displaystyle \gamma (a)=\gamma (b)} (esta convenção torna possível falar sobre curvas simples "fechadas", veja abaixo). Em outras palavras, este tipo de curva "não cruza a si mesma e não tem pontos faltando".[1]
- Se {\displaystyle \gamma (x)=\gamma (y)} para algum {\displaystyle x\neq y} (outros além das extremidades de {\displaystyle I}), então {\displaystyle \gamma (x)} é chamado de um ponto duplo (ou múltiplo) da curva.

Uma curva plana é uma curva para a qual X é o plano euclidiano — estes são os primeiros exemplos encontrados — ou em alguns casos o plano projetivo. Uma curva espacial é uma curva para a qual X é tridimensional, sendo geralmente o espaço euclidiano; uma curva torcida (skew curve)  é uma curva espacial que não está contida em nenhum plano. Essas definições também se aplicam a curvas algébricas (veja abaixo). No entanto, no caso das curvas algébricas é muito comum não impor a restrição de que a curva tenha pontos definidos apenas sobre os números reais.
Esta definição de curva captura nossa noção intuitiva de curva como sendo uma figura geométrica contínua, conexa que é "parecida" com uma reta, sem espessura e desenhável sem interrupção, embora ela também inclua figuras que dificilmente podem ser chamadas de curvas no sentido comum. Por exemplo, a imagem de uma curva pode preencher um quadrado no plano (curva de Peano). A imagem de uma curva plana simples pode ter uma dimensão de Hausdorff maior do que um (veja Floco de neve de Koch) e até mesmo medida de Lebesgue positiva. (o último exemplo pode ser obtido através de uma pequena variação na construção da curva de Peano). A curva do dragão é outro exemplo incomum.

## Exemplos de curvas
- Curvas cíclicas;
- uma função real de variável real;
- um nó.

## Trajetórias de Partículas
Curvas n-dimensionais são frequentemente utilizadas na mecânica para representar a trajetória que uma partícula irá percorrer, se deslocando conforme o tempo passa. Assim sendo, é comum expressar as n coordenadas da posição da partícula como funções do tempo, em um vetor r de funções, sendo cada componente uma coordenada.
Em muitos desses casos, é conveniente descrever o espaço não através dos vetores unitários cartesianos convencionais, mas de um conjunto análogo de vetores unitários mutuamente ortogonais que tenham a partícula como origem - ou seja, eles mudam a todo instante para continuarem acompanhando ela, sendo, portanto, vetores de funções do tempo. No caso n = 3, esses vetores são chamados de Tangente, Normal e Binormal - conhecidos como o Triedro de Frenet-Serret.

### O Vetor Tangente
T é descrito como sendo o vetor unitário tangente à curva, que aponta na direção que a partícula está se movendo. Ora, pois a direção de tangência sempre será dada pela derivada, e para se ter um vetor unitário basta dividi-lo por sua norma, portanto
{\displaystyle {\vec {T}}=(d{\vec {r}}/dt)/\lVert (d{\vec {r}}/dt)\rVert }

### O Vetor Normal
N é descrito como sendo o vetor unitário ortogonal a T que aponta para o centro de curvatura da trajetória. Ora, pois se um vetor varia sua orientação no tempo mas não sua norma (é o caso de T), então sua derivada será justamente um vetor ortogonal a ele que aponta para o centro de curvatura de sua trajetória; e como já foi dito, um vetor se torna unitário se for dividido por sua norma; isso nos dá
{\displaystyle {\vec {N}}=(d{\vec {T}}/dt)/\lVert (d{\vec {T}}/dt)\rVert }

### O Vetor Binormal
B é descrito como sendo o vetor unitário ortogonal a ambos T e N, que aponte no sentido positivo do deslocamento da partícula. Ele será, portanto, dado por
{\displaystyle {\vec {B}}={\vec {T}}\times {\vec {N}}}

### Grandezas características de trajetórias de partículas

#### Curvatura de uma Trajetória
A curvatura em um ponto de uma trajetória representa a relação entre as alterações no vetor tangente unitário T e a função posição da partícula. Considerando C, uma função vetorial lisa no espaço bi ou tridimensional, parametrizada em termos de comprimento de arco s, podemos associar a intensidade de encurvamento de C com a taxa e variação de T em relação a s. Portanto, a curvatura de C, {\displaystyle k=k(s)}, é dada por
{\textstyle k(s)=\lVert \operatorname {d} \!T/\operatorname {d} \!s\rVert =\lVert r''(s)\rVert } 
Assim, é possível observar que, se C for uma reta, a direção de T mantem-se constante. Logo, a derivada do vetor tangente unitário, nesse caso, é zero, bem como a curvatura de C, resultado esperado para o gráfico representado pela equação da reta.
Como a trajetória de uma partícula é usualmente representada em função do tempo, a curva C é descrita pela função vetorial {\displaystyle r(t)=x(t){\vec {i}}+y(t){\vec {j}}+z(t){\vec {k}}}. Sendo assim, é preciso mudar o parâmetro de s para t da relação encontrada para curvatura, para isso, utilizamos a regra da cadeia
{\displaystyle {d{\vec {T}} \over ds}={{d{\vec {T}} \over dt} \over {ds \over dt}}={{{\vec {T}}'}(t) \over {ds \over dt}}}
e correlacionamos a taxa {\displaystyle {ds \over dt}} e a função vetorial {\displaystyle r(t)}
{\displaystyle {\Biggl (}{ds \over dt}{\Biggr )}^{2}={\Biggl (}{dx \over dt}{\Biggr )}^{2}+{\Biggl (}{dy \over dt}{\Biggr )}^{2}\therefore {ds \over dt}={\sqrt {x'^{2}+y'^{2}}}={\sqrt {{\vec {r}}'(t)\bullet {\vec {r}}'(t)}}=\lVert {\vec {r}}'(t)\rVert }.
Dessa forma, a curvatura de uma trajetória é definida por
{\textstyle k(t)={\lVert {\vec {T}}'(t)\rVert  \over \lVert {\vec {r}}'(t)\rVert }\qquad ,\quad \lVert {\vec {r}}'(t)\rVert \neq 0} 

#### Raio de Curvatura de uma Trajetória
É o raio do círculo em torno do qual a partícula parece girar enquanto executa um trecho infinitesimal de sua trajetória. Já foi dito aqui que uma grande curvatura é dada por uma grande variação da orientação da partícula em um curto espaço de curva, mas na realidade a ideia que se tem de um grande raio de curvatura é justamente o contrário: a partícula seguir numa trajetória suave, sem variar muito sua orientação, por grandes comprimentos de curva. Então, o raio da curva é dado por
{\displaystyle \rho =1/k}

#### Torção de uma Trajetória
É uma grandeza que foi criada para medir “o quão tridimensional uma curva é”. Ora, pois o vetor que sai do plano para o 3D é justamente o vetor Binormal; quanto mais este vetor variar sua trajetória, mais a curva estará sendo imersa no espaço tridimensional. Por isso, define-se o módulo da torção por
{\displaystyle |\tau |=||d{\vec {B}}/dt||}

### Movimento de uma partícula ao longo de uma curva C
Existem fórmulas muito mais práticas quando queremos calcular a curvatura, essas podem ser obtidas a partir do estudo do movimento de partículas ao longo de uma curva C, oriundas de conceitos físicos.

#### Aceleraçãoa→(t){\displaystyle {\vec {a}}(t)}
Utilizando conceitos físicos, temos a aceleração como,
{\displaystyle {\vec {a}}(t)={d{\vec {v}} \over dt}}
Tomando o vetor velocidade como, o produto do módulo da velocidade pelo vetor tangente, e aplicando a regra da derivada do produto, temos,
{\displaystyle {\vec {a}}={d \over dx}(v{\vec {T}})={dv \over dx}{\vec {T}}+v{d{\vec {T}} \over dx}}
Temos o primeiro termo da equação como a componente tangencial da aceleração,
{\displaystyle a_{T}={dv \over dt}}
Da mesma forma podemos obter a aceleração normal,
{\displaystyle {d{\vec {T}} \over dt}={\vec {T}}'(t)=|{\vec {T}}'(t)\mid {\vec {N}}=kv{\vec {N}}={\frac {v}{\rho }}{\vec {N}}}
{\displaystyle a_{N}={\frac {v^{2}}{\rho }}}
Portanto,
{\displaystyle {\vec {a}}=a_{T}{\vec {T}}+a_{N}{\vec {N}}}
Ainda podemos obter, de forma mais práticas, os valores da aceleração tangencial e normal por meio das seguintes expressões,
{\displaystyle a_{T}={\frac {{\vec {v}}\cdot {\vec {a}}}{v}}} ;
{\displaystyle a_{N}={\frac {|{\vec {v}}\times {\vec {a}}\mid }{v}}};

#### Curvaturak(t){\displaystyle k(t)}
Pode-se obter o valor para a curvatura, utilizando os parâmetros de velocidade e aceleração, segundo a fórmula,
{\displaystyle k(t)={\frac {\mid {\vec {v}}\times {\vec {a}}\mid }{v^{3}}}}
ou ainda,
{\displaystyle k(t)={\frac {\mid {\vec {r}}'\times {\vec {r}}''\mid }{\mid {\vec {r}}'\mid ^{3}}}}